# Nike Asp

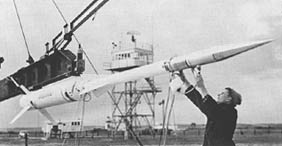
Nike Asp

Nike Asp ist die Bezeichnung einer ehemaligen amerikanischen Höhenforschungsrakete, die zwischen 1957 und 1963 im Einsatz war. Die Nike Asp hatte eine Gipfelhöhe von 220 km, einen Startschub von 217,00 kN, eine Startmasse von 700 kg, einen Durchmesser von 0,42 m und eine Länge von 7,90 m.